# Haakon Hansen
Haakon Hansen (9. januar 1907 i Oslo – 28. maj 1985 samme sted) var en norsk professionel- og olympisk bokser. Som amatør vandt han en guldmedalje i NM 1924 i vægtklassen letvægt og i 
NM 1926 i vægtklassen weltervægt, begge gange for Oslo Atletklub. Han deltog under sommer-OL for Norge i 1924 i Paris.
I Amerika boksede han i perioden fra 1926 til 1932 med i alt 46 kampe med 22 sejre, 17 tabte og 7 uafgjorte som resultat. Efter sin aktive bokserkarriere var han boksetræner i Ørnulf i en række år.